# Göran Swartling
Göran Swartling, född 6 juli 1929 i Hudiksvall, död 5 juli 2020 i Falun, var en svensk jurist som var lagman i Leksands tingsrätt från 1989 till 1994.
Swartling tillträde som tingsdomare i Falu domsaga 1 oktober 1964. Han utsågs 13 maj 1990 till lagman i Leksands tingsrätt, efter att ha haft ett vikariat som lagman sedan 1989 och varit rådman i Falu tingsrätt. 